# Baixa Limia
Die Comarca Baixa Limia (spanisch La Baja Limia) ist eine der 12 Comarcas der spanischen Provinz Ourense in der Autonomen Gemeinschaft Galicien.

## Lage
Das Gebiet der Comarca liegt im Südwesten der Provinz Ourense und grenzt dort an Portugal und folgende Comarcas innerhalb der Provinz:
|  | Terra de Celanova                           |         |
|  | Kompassrose, die auf Nachbargemeinden zeigt | A Limia |
|  | Portugal                                    |         |

## Gliederung
Die Comarca umfasst fünf Gemeinden (spanisch Municipios; galicisch Concello) mit einer Fläche von 530,30 km², was 7,29 % der Fläche der Provinz Ourense und 1,79 % der Fläche Galiciens entspricht.
| Gemeinde            | Einwohner (2024) | Fläche km² | Dichte Einw./km² | Cod INE | Postleitzahl |
| ------------------- | ---------------- | ---------- | ---------------- | ------- | ------------ |
| Bande               | 1.473            | 98,96      | 15               | 32006   | 32840        |
| Entrimo             | 1.079            | 84,52      | 13               | 32030   | 32860        |
| Lobeira             | 718              | 68,88      | 10               | 32041   | 32850        |
| Lobios              | 1.820            | 168,38     | 11               | 32042   | 32643        |
| Muíños              | 1.418            | 109,56     | 13               | 32051   | 32880        |
| Comarca Baixa Limia | 6.508            | 530,30     | 12               | –       | –            |